# Stent bioabsorbible
En medicina, un stent es cualquier dispositivo que se inserta en un vaso sanguíneo u otro conducto interno para expandirlo y prevenir o aliviar un bloqueo. Tradicionalmente, estos dispositivos se fabrican a partir de una malla metálica y permanecen en el cuerpo de forma permanente o hasta que se eliminan mediante una intervención quirúrgica adicional. Un stent biorreabsorbible (también llamado armazón biorreabsorbible, stent biodegradable o stent de disolución natural) tiene el mismo propósito, pero se fabrica a partir de un material que puede disolverse o ser absorbido por el cuerpo.

## Antecedentes
El uso de stents de metal liberadores de fármacos presenta algunos inconvenientes potenciales. Estos incluyen una predisposición a la trombosis tardía del stent, la prevención de la remodelación expansiva o adaptativa tardía de los vasos, el impedimento de la revascularización quirúrgica y el deterioro de las imágenes con TC multicorte.
Para superar algunos de estos posibles inconvenientes, varias empresas persiguen el desarrollo de andamios bioabsorbibles o stents bioabsorbibles. Al igual que los stents metálicos, la colocación de un stent bioabsorbible restaurará el flujo sanguíneo y apoyará el vaso durante el proceso de curación. Sin embargo, en el caso de un stent bioabsorbible, el stent se reabsorberá gradualmente y se eliminará benignamente del cuerpo, lo que permitirá una reconstrucción natural de la pared arterial y la restauración de la función vascular.
Los estudios han demostrado que el período más crítico de curación de los vasos se completa en gran parte en aproximadamente tres a nueve meses. Por lo tanto, el objetivo de un stent biorreabsorbible o “temporal” es sostener completamente el vaso durante este período crítico y luego reabsorberlo del cuerpo cuando ya no sea necesario.

## Materiales base
Los andamios bioabsorbibles, o stents de disolución natural, que se han investigado incluyen materiales base que son metales o polímeros. Si bien los andamios a base de polímeros tenían una fuerte presencia al principio, mientras tanto han perdido algo de atractivo debido a preocupaciones de seguridad y ahora el enfoque se ha desplazado más hacia los andamios metálicos a base de magnesio.

### A base de metal
Los candidatos a stent metálico son hierro, magnesio, zinc y sus aleaciones.
Se mostró que los stents de hierro usando un método de evaluación in vivo basado en la aorta abdominal murina generan una cavidad llena de óxido de hierro en la pared vascular. Este comportamiento redujo significativamente el lumen y generó un sitio potencial para la ruptura del endotelio después de la degradación del stent.
Los andamios a base de magnesio han sido aprobados para su uso en varios países del mundo. El único armazón a base de magnesio disponible comercialmente consiste en una aleación de magnesio, aproximadamente el 95% de la cual se reabsorbe dentro de un año de la implantación. Se han implantado miles de andamios a base de magnesio disponibles comercialmente. Los resultados clínicos prometedores sugieren que los armazones a base de magnesio parecen ser una opción viable para combatir los inconvenientes de los stents permanentes. Aunque se degrada inofensivamente, se ha demostrado que posee un tiempo de degradación funcional de aproximadamente 30 días in vivo. Esto está muy por debajo de la ventana de tres a seis meses deseada para los stents bioabsorbibles. Por lo tanto, se ha prestado mucha atención a reducir drásticamente la tasa de corrosión del magnesio mediante aleaciones, revestimientos, etc. Han surgido muchos métodos nuevos para minimizar la tasa de penetración y la tasa de desprendimiento de hidrógeno (o, en términos simples, la tasa de corrosión). Uno de los más exitosos ha sido la creación de vidrios metálicos bioabsorbibles mediante una solidificación rápida. Otras soluciones alternativas han incluido el desarrollo de aleaciones de magnesio-tierras raras (Mg-TR), que se benefician de la baja citotoxicidad de los elementos TR. Actualmente se están desarrollando revestimientos y rutas de procesamiento de materiales sofisticados para disminuir aún más la velocidad de corrosión. Sin embargo, siguen existiendo una serie de cuestiones que limitan el desarrollo posterior de biomateriales de Mg en general.
Recientemente, se demostró que el zinc exhibe un comportamiento de corrosión fisiológico sobresaliente, alcanzando una tasa de penetración de referencia de 20 micrómetros por año. Esta contribución también afirma que las aleaciones de zinc generalmente cumplen o superan los puntos de referencia de comportamiento mecánico (es decir, ductilidad y resistencia a la tracción). Aunque prometedor, este material es relativamente nuevo, por lo que se requiere más trabajo para demostrar que el zinc es un material de base viable para un stent.

### A base de polímeros
Los stents a base de polímeros han sido aprobados para su uso en algunos países del mundo. Estos se basan en poli (L-lactida) (PLLA), elegida porque es capaz de mantener un andamio radialmente fuerte que se descompone con el tiempo en ácido láctico, una molécula natural que el cuerpo puede utilizar para el metabolismo. Otros polímeros en desarrollo incluyen policarbonato de tirosina y ácido salicílico.
Un ejemplo de un stent que se disuelve naturalmente es el stent 'Absorb' producido por Abbott que tiene varios componentes y características de diseño: andamio de base: un polímero de poli (L-lactida) similar al de las puntadas solubles tiene la forma de un tubo compuesto de aros en zigzag unidos por puentes; capa liberadora de fármaco »: una mezcla de poli-D, L-lactida (PDLLA) y everolimus; «marcadores»: un par de marcadores de platino radiopacos en los extremos que permiten visualizar el dispositivo durante la angiografía; 'sistema de entrega': un sistema de entrega de globos.
Sin embargo, recientemente, los andamios basados en polímeros, en particular los andamios de ácido poli-L-lactida (PLLA), han planteado serias preocupaciones sobre el rendimiento del andamio, particularmente en términos de seguridad, lo que llevó a la interrupción comercial del principal representante Absorb.

## Investigación clínica
La investigación clínica ha demostrado que los armazones reabsorbibles, o stents de disolución natural, ofrecen un perfil de eficacia y seguridad comparable al de los stents liberadores de fármacos. Específicamente, el armazón de magnesio reabsorbible de Magmaris ha informado un perfil de seguridad favorable con bajas tasas de fracaso de la lesión diana y trombosis del armazón. Estos resultados clínicos son comparables a los de los stents liberadores de fármacos con puntales finos en poblaciones de pacientes similares.
El stent de disolución natural Absorb también se ha investigado en ensayos de un solo brazo y en ensayos aleatorizados que lo comparan con un stent liberador de fármacos. Los eventos cardíacos adversos importantes tempranos y tardíos, las revascularizaciones y las trombosis de armazón han sido poco comunes y similares al Xience DES, líder del mercado en la categoría de stents liberadores de fármacos. Se están realizando estudios en pacientes del mundo real.
Los estudios de imágenes muestran que el stent de disolución natural Absorb comienza a disolverse de seis a 12 meses y se disuelve por completo entre dos y tres años después de su colocación en la arteria. Quedan dos pequeños marcadores de platino para marcar la ubicación del PCI original. La arteria puede dilatarse y contraerse, lo que se denomina vasomoción, similar a un vaso sanguíneo sano a los dos años.